# 이스트시카고

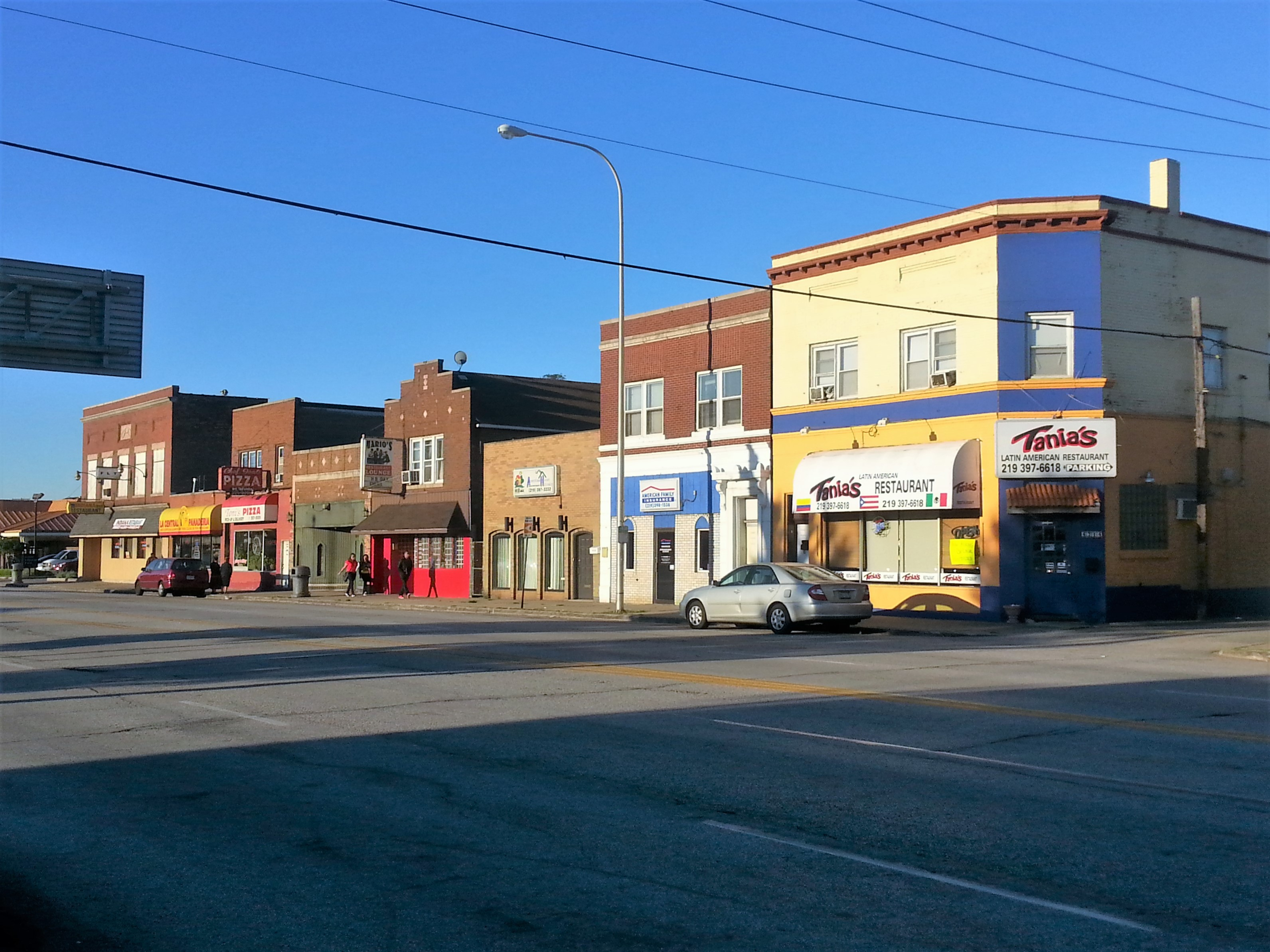
인디애나폴리스 블러버드

이스트시카고(East Chicago)는 미국 인디애나주 레이크군에 위치한 도시이다. 2010년 인구 조사 기준으로 이 지역의 인구 수는 총 29,698명이다. 클레이튼 마크의 계획 노동자 공동체인 마크타운(Marktown)의 본고장이다.

## 인구
| 인구조사               | 인구   | Note  | %±     |
| ---------------------- | ------ | ----- | ------ |
| 1890년                 | 1,255  |       | —      |
| 1900년                 | 3,411  |       | 171.8% |
| 1910년                 | 19,098 |       | 459.9% |
| 1920년                 | 35,967 |       | 88.3%  |
| 1930년                 | 54,784 |       | 52.3%  |
| 1940년                 | 54,637 |       | −0.3%  |
| 1950년                 | 54,263 |       | −0.7%  |
| 1960년                 | 57,669 |       | 6.3%   |
| 1970년                 | 46,982 |       | −18.5% |
| 1980년                 | 39,786 |       | −15.3% |
| 1990년                 | 33,892 |       | −14.8% |
| 2000년                 | 32,414 |       | −4.4%  |
| 2010년                 | 29,698 |       | −8.4%  |
| 2019 (추산)            | 27,817 | [ 2 ] | −6.3%  |
| 출처: US Census Bureau |        |       |        |